# Gratin de couac
Le gratin de couac est un mets créole typique de la Guyane. Ce gratin peut être accompagné par n'importe quelle viande. La variante la plus connue de ce plat est le gratin de couac aux crevettes.